# Bells (Tennessee)
Bells es una ciudad ubicada en el condado de Crockett en el estado estadounidense de Tennessee. En el Censo de 2010 tenía una población de 2437 habitantes y una densidad poblacional de 403,14 personas por km².

## Geografía
Bells se encuentra ubicada en las coordenadas 35°43′15″N 89°5′17″O / 35.72083, -89.08806. Según la Oficina del Censo de los Estados Unidos, Bells tiene una superficie total de 6.05 km², de la cual 6.03 km² corresponden a tierra firme y (0.3%) 0.02 km² es agua.

## Demografía
Según el censo de 2010, había 2437 personas residiendo en Bells. La densidad de población era de 403,14 hab./km². De los 2437 habitantes, Bells estaba compuesto por el 0.06% blancos, el 20.56% eran afroamericanos, el 0.08% eran amerindios, el 0.53% eran asiáticos, el 0.04% eran isleños del Pacífico, el 16.29% eran de otras razas y el 2.42% pertenecían a dos o más razas. Del total de la población el 19.16% eran hispanos o latinos de cualquier raza.